# Anthony Edwards (basketspelare)
Anthony DeVante Edwards, född 5 augusti 2001, är en amerikansk basketspelare som spelar för Minnesota Timberwolves i National Basketball Association (NBA). Han spelar främst som shooting guard.
Edwards valdes som förstaval i NBA:s draft 2020 av Minnesota Timberwolves.

## Karriär

### Minnesota Timberwolves (2020–)
I NBA:s draft 2020 valdes Edwards som förstavalet av Minnesota Timberwolves. Den 23 december 2020 gjorde han sin NBA-debut och gjorde 15 poäng, 4 returer samt 4 assist på 25 minuter speltid i en 111–101-vinst över Detroit Pistons. Den 18 mars 2021 gjorde Edwards ett nytt karriärbästa på 42 poäng samt sju returer och tre assist i en match mot Phoenix Suns. Han blev då den yngsta spelaren i NBA:s historia att göra över 40 poäng i en match. Vid slutet av säsongen slutade Edwards på andra plats i röstningen till Rookie of the Year samt blev uttagen i NBA All-Rookie First Team.
Den 10 november 2021 gjorde Edwards ett nytt karriärbästa med 48 poäng i en 123–110-förlust mot Golden State Warriors. Den 15 december 2021 blev Edwards den sjunde spelaren genom tiderna i NBA vid en ålder på högst 20 år att göra 2 000 poäng i sina första 100 matcher och han delar denna milstolpen med LeBron James, Carmelo Anthony, Kevin Durant, Kyrie Irving, Luka Dončić och Zion Williamson. I samma match blev Edwards även den yngsta spelaren i NBA:s historia att göra 10 trepoängare i en match samt den fjärde spelaren efter LeBron James, Blake Griffin och Luka Dončić att göra minst 2 000 poäng, 400 returer och 300 assist på sina första 100 matcher. Den 25 januari 2022 gjorde Edwards 40 poäng i en 109–107-vinst över Portland Trail Blazers och blev den andra spelaren i NBA:s historia vid en ålder på högst 20 år efter Carmelo Anthony att göra minst 40 poäng utan en enda assist. Den 7 april 2022 gjorde Edwards ett nytt karriärbästa med 49 poäng i en 127–121-vinst över San Antonio Spurs.

## Klubbar
- Minnesota Timberwolves (2020–)